# Lista siturilor arheologice din județul Brăila - G
Lista siturilor arheologice din județul Brăila - G conține toate siturile arheologice din județul Brăila înscrise în Repertoriul Arheologic Național (RAN) și aflate în localități al căror nume începe cu litera G. RAN este administrat de Ministerul Culturii și Patrimoniului Național și cuprinde date științifice, cartografice, topografice, imagini și planuri, precum și orice alte informații privitoare la zonele cu potențial arheologic, studiate sau nu, încă existente sau dispărute.
Puteți căuta un sit din localitățile care încep cu litera G folosind formularul de mai jos sau puteți naviga prin toate siturile din județ la Lista siturilor arheologice din județul Brăila.
| Cod RAN                                  | Denumire | Localitate                      | Adresă                 | Datare                            | Descoperit | Coordonate                                    | Imagine           | Erori            |
| ---------------------------------------- | --- | ------------------------------- | ---------------------- | --------------------------------- | ---------- | --------------------------------------------- | ----------------- | ---------------- |
| 43199.01                                 | Tumulul de la Galbenu - "Movila Galbenului" / ansamblu anonim (Categorie: descoperire funerară) (Tip: Tumul)            | sat Galbenu, comuna Galbenu     | Movila Galbenului      |                                   |            |                                               | Încărcați imagine | Raportați eroare |
| 43288.02.01                              | Tumulul de la Grădiștea / ansamblu anonim (Categorie: descoperire funerară) (Tip: Tumul)                                | sat Grădiștea, comuna Gradiștea |                        |                                   |            |                                               | Încărcați imagine | Raportați eroare |
| 43322.01.01                              | Tumulul de la Gropeni - "Movila Mare" / ansamblu anonim (Categorie: descoperire funerară) (Tip: Tumul)                  | sat Gropeni, comuna Gropeni     | Movila Mare            |                                   |            |                                               | Încărcați imagine | Raportați eroare |
| 43288.03.01                              | Așezarea Latene de la Grădiștea / ansamblu anonim (Categorie: locuire) (Tip: Așezare)                                   | sat Grădiștea, comuna Gradiștea |                        | dacică sec.II-I a.Ch              |            |                                               | Încărcați imagine | Raportați eroare |
| 43288.01.01 (Cod LMI: BR-I-s-B-02054)    | Așezarea Latene de la Grădiștea - popina "Movila crestată" / ansamblu anonim (Categorie: locuire civilă) (Tip: Așezare) | sat Grădiștea, comuna Gradiștea | Popina Movila Crestată | geto-dacică sec. II - I a. Chr.   |            | 45°14′47″N 27°25′57″E / 45.24639°N 27.4325°E  | Încărcați imagine | Raportați eroare |
| 43251.01.01 (Cod LMI: BR-I-m-B-02053.02) | Situl arheologic de la Gemenele - "Muchia lui Berbec" / ansamblu anonim (Categorie: locuire civilă) (Tip: Așezare)      | sat Gemenele, comuna Gemenele   | Muchia lui Berbec      | geto-dacică sec. IV - III a. chr. |            | 45°18′30″N 27°39′48″E / 45.30833°N 27.66333°E | Încărcați imagine | Raportați eroare |
| 43251.01.02 (Cod LMI: BR-I-m-B-02053.01) | Situl arheologic de la Gemenele - "Muchia lui Berbec" / ansamblu anonim (Categorie: locuire civilă) (Tip: Așezare)      | sat Gemenele, comuna Gemenele   | Muchia lui Berbec      | Dridu sec. IX - X p. Chr.         |            | 45°18′30″N 27°39′48″E / 45.30833°N 27.66333°E | Încărcați imagine | Raportați eroare |